# Marcos Aurélio
Marcos Aurélio (23 de septiembre de 1977) es un exfutbolista brasileño que se desempeñaba como centrocampista.
Jugó para clubes como el Avispa Fukuoka, Náutico, Kawasaki Frontale, Joinville, Palmeiras, São Caetano, Cruzeiro, Fluminense, Portuguesa y Vitória.

## Trayectoria

### Clubes
| Club                | País   | Año         |
| ------------------- | ------ | ----------- |
| Mirassol            | Brasil | 1998        |
| Avispa Fukuoka      | Japón  | 1998        |
| Botafogo            | Brasil | 1998        |
| Portuguesa Santista | Brasil | 1999        |
| Náutico             | Brasil | 2000        |
| XV de Jaú           | Brasil | 2001        |
| Kawasaki Frontale   | Japón  | 2002        |
| Joinville           | Brasil | 2002        |
| Palmeiras           | Brasil | 2002        |
| São Caetano         | Brasil | 2003 - 2005 |
| Cruzeiro            | Brasil | 2005        |
| Fluminense          | Brasil | 2005        |
| Tianjin Teda        | China  | 2006        |
| Portuguesa          | Brasil | 2007 - 2008 |
| São Caetano         | Brasil | 2008 - 2009 |
| Vitória             | Brasil | 2009        |
| Brasiliense         | Brasil | 2010        |
| Bragantino          | Brasil | 2010 - 2011 |
| Itumbiara           | Brasil | 2011        |
| Grêmio Osasco Audax | Brasil | 2012        |
| Botafogo            | Brasil | 2012        |
| Marília             | Brasil | 2012        |
| São José            | Brasil | 2013        |